# Alfons VII de Lleó
Alfons VII de Lleó   (Caldas de Reis, 1 de març de 1105 - Despeñaperros, 21 d'agost de 1157) anomenat l'Emperador, fou rei de Galícia (1111-1157), de Lleó i de Castella (1126-1157).

## Biografia
Fou fill de Ramon de Borgonya i la reina Urraca I de Lleó. Era net per línia paterna del comte Guillem I de Borgonya i per línia materna del rei Alfons VI de Lleó i Constança de Borgonya.
Alfons VII heretarà el Regne de Lleó i de Castella a la mort de la seva mare el 1126, i serà el primer rei de la Dinastia Borgonya a Castella i Lleó.

## Rei de Galícia, de Lleó i de Castella
El 1111 fou coronat rei de Galícia a la Catedral de Santiago de Compostel·la pel bisbe Gelmires i el comte de Traba. El 10 de març de 1126 fou designat rei de Lleó a la mort de la seva mare i tot seguit va encapçalar la recuperació del Regne de Castella, que estava en mans d'Alfons I d'Aragó. Amb les Paus de Támara de 1127 es va posar fi a la disputa entre els dos reis i es va reconèixer Alfons VII com a rei de Castella.
Tot i aquest reconeixement Alfons encara hagué de patir diverses rebel·lions en els territoris adjacents amb Aragó gràcies a la llarga autonomia que aquestes regions havien aconseguit des de la mort del seu avi, el rei Alfons VI de Castella.

## Aspiracions territorials
A la mort del rei navarroaragonès sense descendència l'any 1134 va pretendre el tron dels dos reialmes, però fou un intent en va, ja que finalment la successió recaigué en el germà d'Alfons el Batallador, Ramir II. Tot i que no aconseguí la seva aspiració Alfons va ocupar la Rioja i així mateix conquerí la ciutat de Saragossa. Des d'aquest moment l'escut de Saragossa és present en l'escut d'armes del Regne de Lleó. Va derrotar contínuament l'exèrcit navarroaragonès i va sotmetre aquest regne sota el seu vassallatge.
Va ajudar el comte de Barcelona Ramon Berenguer IV a derrotar la resta de comtats catalans, unificant així gran part de la Gòtia.
El 1135 fou coronat emperador (Imperator totius Hispaniae) a la catedral de Lleó, expressant així la pretensió lleonesa d'hegemonia peninsular i d'exclusivitat en la reconquesta enfront dels musulmans. Però no ho aconseguí del tot, ja que el 1143 hagué de reconèixer la independència de Portugal durant el govern del seu cosí Alfons I Henriques pel tractat de Zamora.
Així mateix, la seva visió del seu ample Imperi com un conjunt de regnes i territoris va donar lloc a una sèrie de pactes i tractats per a delimitar entre ells els drets de reconquesta de terres musulmanes. D'aquests tractats va sortir molt afavorit el seu fervorós aliat, el comte de Barcelona, que veuria el seu territori convertit en regne després de casar-se amb l'hereva d'Aragó, Peronella d'Aragó.
El 1151 va signar el Tractat de Tudilén amb Ramon Berenguer IV, mitjançant el qual es repartien els territoris de nova annexió entre els respectius regnes.

## Conquesta peninsular
Des de 1139 va realitzar atacs i expedicions de saqueig vers les sublevacions de les poblacions almoràvits. El 1144 va arribar fins a Còrdova, i el 1146, aliat amb Abd Al·làh ibn Jarak ats-Tsagri, senyor de Conca, va vèncer a batalla d'al-Ludjdj als emirats de Xarq al-Àndalus, que es negaven a pagar-li. La invasió, a partir de 1146, dels almohades va obligar Alfons VII a fortificar la frontera i a fer pactes amb els almoràvits. El 1147 va organitzar la Croada contra al-Mariyya juntament amb el rei d'Aragó-Navarra i el comte de Barcelona però els almohades van recuperar el control de la ciutat d'al-Mariyya
Alfons va morir el 21 d'agost en el seu retorn cap a Lleó. Els seus dos fills mascles es repartiran el seu reialme, dividint-se així novament el Regne de Lleó i el Regne de Castella.

## Núpcies i descendents
El 1128 es casà a Saldaña amb Berenguera de Barcelona, filla del comte de Barcelona Ramon Berenguer III i, per tant, germana de Ramon Berenguer IV. Del matrimoni en nasqueren:
- l'infant Sanç III de Castella (1134-1158), rei de Castella
- l'infant Ramon de Castella (v 1136-a 1151)
- la infanta Sança de Castella (1137-1179), casada el 1153 amb el rei Sanç VI de Navarra
- l'infant Ferran II de Lleó (1137-1188), rei de Lleó
- la infanta Constança de Castella (1141-1160), casada el 1154 amb el rei Lluís VII de França
- l'infant Garcia de Castella (v 1142-1146)
- l'infant Alfons de Castella (1145-1149)

El juliol de 1152 es casà novament amb Riquilda de Polònia, filla del rei Ladislau II de Polònia. D'aquest matrimoni tingué dos fills:
- l'infant Ferran de Castella (v 1153-1155)
- la infanta Sança de Castella (v 1156-1208), casada el 1174 amb Alfons II d'Aragó

Va tenir dos fills il·legítims de les seves amistançades Gontrada Pérez i Sança Fernández:
- Urraca de Castella (1126-1189), casada el 1144 amb Garcia V de Navarra
- Estefania de Castella (v 1150-1180), casada amb Fernán Ruiz de Castro